# My Arms, Your Hearse
My Arms, Your Hearse es el tercer álbum de estudio de la banda sueca Opeth. Luego de haber despedido a Johan DeFarfella y de que Anders Nordin haya abandonado la formación, el grupo tuvo que encontrar baterista y bajista nuevos. Apareció Martín López de Amon Amarth para ingresar como baterista. López tenía un amigo bajista llamado Martín Méndez quien también ingresó al grupo. La grabación se llevó a cabo en los estudios Fredman en Gotemburgo, Suecia. 'My Arms, Your Hearse' es un álbum conceptual que narra el destino del alma de un hombre fallecido, que no descansa en paz y persigue a su esposa. En este álbum Åkerfeldt escribe primero la historia, posteriormente crea la música y en vez de contar con temas superiores a los 10 minutos de duración como Morningrise u Orchid, My Arms, Your Hearse contiene canciones más cortas, teniendo la mayoría un largo de entre 6 y 8 minutos. Las mismas tienen la particularidad de estar conectadas entre sí no solo líricamente sino también musicalmente: las notas finales de algunas de las canciones son las notas iniciales de la canción o tema que le sigue, y las últimas palabras de la letra de cada canción son el título del tema siguiente. Este álbum es más oscuro que los trabajos anteriores, con transiciones acústicas jugando roles menores. El estilo vocal de Mikael también tomó un tono más influenciado por el death metal, más profundo y amenazador. My Arms, Your Hearse contiene "Demon of the Fall", una de las canciones preferidas por los fanáticos y a menudo tocada y repetida en los shows en vivo. My Arms, Your Hearse fue el último álbum de Opeth lanzado con el sello Candlelight Records.
El nombre viene de la letra de la canción Drip, drip del grupo británico de folk visceral Comus 

## Contenido
My Arms, Your Hearse, es el primer disco conceptual de la banda.
El personaje muere y se convierte en un fantasma en la Tierra. Su funeral se describe al inicio (Prólogo). En abril, el fantasma se acerca por primera vez a su amada, pero ella solo ve una blanca niebla y lo ahuyenta (April Ethereal). En su dolor, el fantasma se refugia en un bosque, esperando una nueva oportunidad para acercarse a ella.
El fantasma intenta regresar a casa (When), recordando los momentos de su vida. Al llegar, encuentra a su amada con otra persona y se siente traicionado. Con dolor y enojo, trata de vincularse emocionalmente con ella (The Amen Corner), pero su amada, afectada por su pérdida, se refugia en la religión, lo que hace que el fantasma sienta aún más su alejamiento.
Desesperado por volver a estar con ella, recurre a espantarla y cazarla de cualquier manera posible (Demon of the Fall). Sin embargo, ella nunca lo ha traicionado; simplemente está cumpliendo el ciclo de despedirse de él, aunque el fantasma no entiende este mensaje. Tras varios intentos fallidos de recrear la conexión con su amada, el fantasma se da cuenta de que ya no es un ser vivo y entra en depresión. Finalmente, comprende cómo deben ser las cosas (Credence).
Aceptando su nueva situación, el fantasma regresa al bosque, donde siente que pertenece (Karma). Allí, encuentra la paz y finalmente puede cruzar la línea hacia el otro lado (Epilogue).

## Arte
La portada de este álbum fue capturada por su guitarrista (en aquel momento) Peter Lindgren. La foto original fue tomada a fines de 1997, en algún lugar de Suecia. Los efectos se agregaron más tarde. La figura que se ve en el medio es la novia de Lindgren con un disfraz y maquillaje.

## Lista de canciones de versión remasterizada
1. "Prologue" – 1:01
2. "April Ethereal" – 8:41
3. "When" – 9:14
4. "Madrigal" (Instrumental) – 1:26
5. "The Amen Corner" – 8:43
6. "Demon of the Fall" – 6:13
7. "Credence" – 5:26
8. "Karma" – 7:52
9. "Epilogue" – 3:59
10. "Circle Of The Tyrants" (5.12) [Versión de Celtic Frost]
11. "Remember Tomorrow" (5.00) [Versión de Iron Maiden]

## Personal

### Opeth
- Mikael Åkerfeldt – voz, guitarras, bajo, piano.
- Peter Lindgren – guitarras.
- Martin Lopez – batería, percusión.

### Músicos adicionales
- Fredrik Nordström – órgano Hammond en "Epilogue".

### Production
- Opeth – producción, mezclas.
- Fredrik Nordström – producción, ingeniería, mezclas.
- Anders Fridén – co-producción, ingeniería.
- Göran Finnberg – masterización.
- Tom Martinsen – diseño gráfico.
- Peter Lindgren – fotografía.[1]